# 1439
سنة 1439 كانت سنة بسيطة تبدأ يوم الخميس (الرابط يظهر نموذج التقويم الكامل للسنة) من التقويم اليولياني.

## مواليد
- خوانا من البرتغال
- فرانشيسكو دي جورجيو
- كوزيمو روسيلي رسام إيطالي

## وفيات
- محمد بن عمر الهواري